# 133e bataillon de tirailleurs sénégalais
Le 133e Bataillon de Tirailleurs Sénégalais (ou 133e BTS) est un bataillon français des troupes coloniales.

## Création et différentes dénominations
- 11/10/1918: Formation du 133e Bataillon de Tirailleurs Sénégalais à Fréjus avec des éléments recrutés en Côte d'Ivoire, au Dahomey et en Guinée par le 90e Bataillon de Tirailleurs Sénégalais
- 01/10/1919: Le bataillon est dissous et ses éléments sont reversés au 126e Bataillon de Tirailleurs Sénégalais

## Chefs de corps
- 11/10/1918: Commandant Dominé
- 19/06/1919: Capitaine Leroux
- 16/08/1919: Capitaine Chazal

## Historique des garnisons, combats et batailles du133eBTS
- 3 et 4 novembre 1918: embarquement du bataillon à destination de Salonique
- 19/01/1919: embarquement sur l'Amazone à destination de Raguse (Italie)
- 27/03/1919: embarquement à destination de Corfou
- 26/05/1919: embarquement de la 3e compagnie à destination de Salonique
- 05 au 07/06/1919: embarquement du reste du bataillon pour Salonique

### Sources et bibliographie
Mémoire des Hommes